# 琴叶毛蕊花
琴叶毛蕊花（学名：Verbascum coromandelianum）为玄参科毛蕊花属下的一个种。

## 扩展阅读
維基物種上的相關：琴叶毛蕊花